# Konrad Weiß (Dichter)
Konrad Weiß (* 1. Mai 1880 in Rauhenbretzingen bei Schwäbisch Hall; † 4. Januar 1940 in München) war ein deutscher Dichter im Umfeld des politischen Katholizismus. Der gebürtige Schwabe steht für eine „moderne“ katholische Literatur mit Kunstanspruch. Weiß, Teil der Münchner Literaturszene, ist keiner Strömung oder Gruppierung zuzuordnen. Er wurde jedoch vereinzelt als Vertreter des Nachexpressionismus bezeichnet. Weiß gelang nie der Durchbruch, er gewann jedoch eine feste Lesergemeinde, zu der etwa der katholische Jurist Carl Schmitt oder der christliche Philosoph Josef Pieper gehörten. Er war mit den Schriftstellern Hugo von Hofmannsthal, Rudolf Borchardt und Theodor Haecker befreundet und pflegte Beziehungen zu den Verlegern Peter Suhrkamp und Anton Kippenberg und zum Buchillustrator Alfred Kubin. Alfred Kubin gestaltete sein Werk Harpyie als bibliophile Ausgabe. Rudolf Borchardt bezeichnete Weiß schon 1926 als „verkannten Dichter“. Der Lyriker ist heute vergessen, gilt aber Literaten als „großer Dichter und Sprachkünstler“ (Botho Strauß). Weiß gehörte politisch zur konservativen Rechten, interessierte sich für altdeutsche Kunst, er schwärmte für die „deutsche Weltanschauung“ und das „Germanische“. Seine 1917 geschlossene Ehe mit Marie Reichl blieb kinderlos.

## Leben

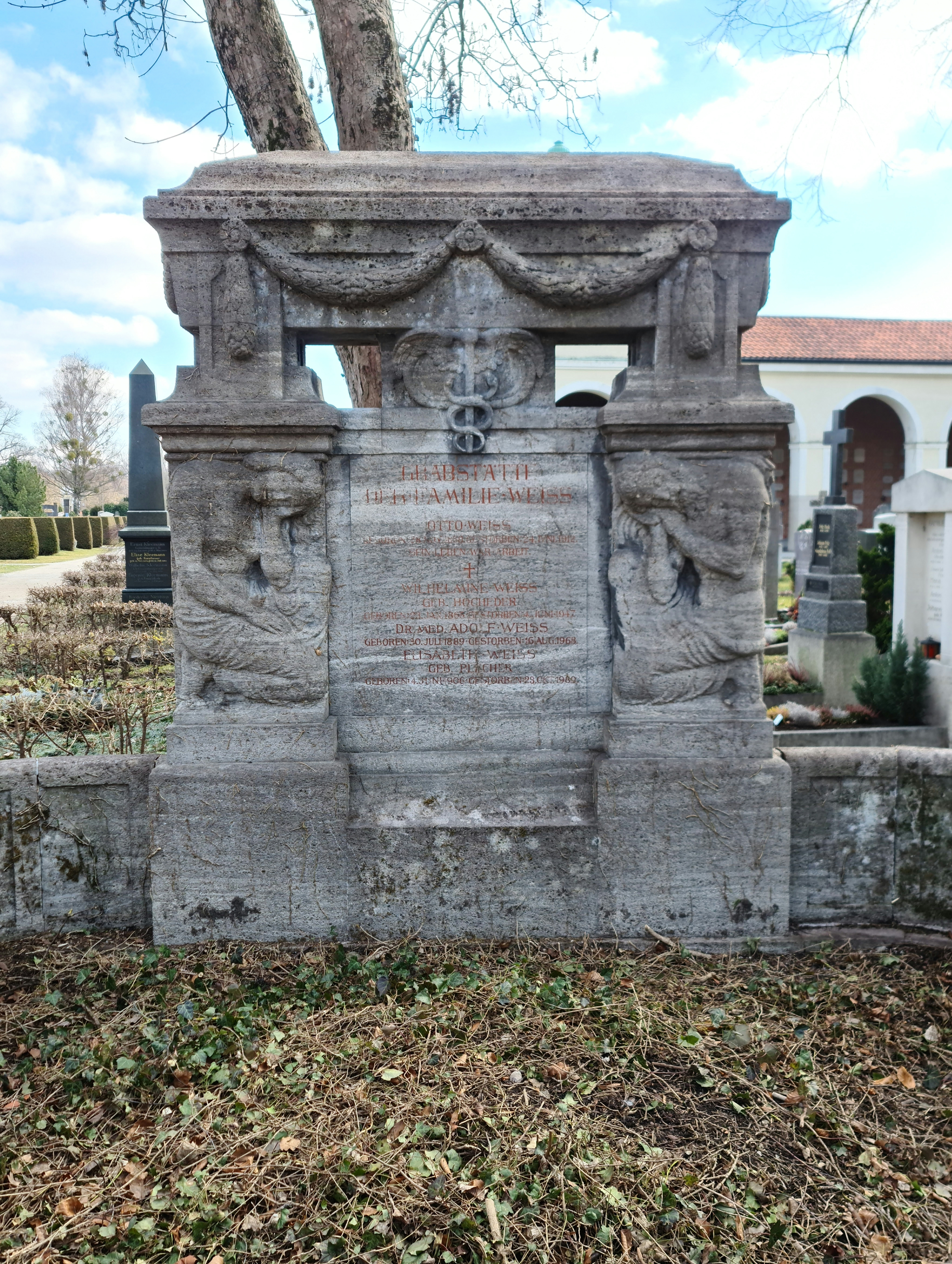
Das Grab der Familie Weiß auf dem Münchner Nordfriedhof

Konrad Weiß wurde 1880 in einem kleinen Ort bei Schwäbisch Hall als Sohn eines Kleinbauern geboren, wo er in ärmlichen Verhältnissen mit neun Geschwistern aufwuchs. Nur durch die Unterstützung eines Verwandten konnte der begabte Knabe das Gymnasium besuchen, zuerst in Schwäbisch Hall, später in Rottenburg am Neckar und Ehingen an der Donau. Nach seinem Abschluss studierte er zuerst Katholische Theologie, dann Kunstgeschichte und Germanistik in Tübingen, München und Freiburg im Breisgau. Den Plan, Priester zu werden, verfolgte er jedoch nicht weiter. Die Universität verließ er ohne Abschluss. 1905 wurde er Redaktionssekretär der Zeitschrift Hochland, dem publizistischen Zentrum der katholischen kulturellen und literarischen Erneuerung. Später wurde er dort der verantwortliche Redakteur für Kunstfragen. 1919 veröffentlichte er einen Essayband mit dem Titel Zum zeitgeschichtlichen Gethsemane. Sein gespanntes Verhältnis zu dem Hochland-Herausgeber Carl Muth veranlasste Weiß jedoch 1920 zu einem Wechsel als Kunstkritiker zu den Münchner Neuesten Nachrichten, deren Mitarbeiter er von da an blieb. Weiß war befreundet mit dem Künstler Eugen Senge-Platten, mit dem er auch Reisen unternahm.

## Werk
Weiß sah sich in der Nachfolge romantischer Autoren wie Novalis und Friedrich Schlegel und wandte sich scharf gegen die Vertreter klassischen Denkens. Als Kunstkritiker bekannte er sich zu Lovis Corinth, Edvard Munch und Vincent van Gogh. Er schrieb Artikel über altdeutsche Kunst, über Gotik und über seine „Kunstreisen“.
Der Lyriker in Konrad Weiß kam erst im Ersten Weltkrieg zum Vorschein. Sein erster Gedichtband, Tantum dic verbo, erschien 1918. Im Laufe der 1920er und 1930er Jahre folgten weitere Sammlungen: Die cumäische Sibylle (1921), Das Herz des Wortes (1929) und Das Sinnreich der Erde (1939). Breiteren Kreisen wurde nur das Erzählgedicht für Kinder mit dem Titel Die kleine Schöpfung (1926) bekannt. 1937 wurde das Gedicht von dem Maler Karl Caspar illustriert und leicht gekürzt. Als Inselband fand es große Verbreitung.
In die 1920er Jahre fallen außer der Lyrik kontemplative Erzähldichtungen wie Die Löwin, 1928, oder Tantalus, 1929. Eine Tragödie von 1938, Konradin von Hohenstaufen, blieb unaufgeführt.
1933 veröffentlichte er den Traktat Der christliche Epimetheus, der von dem Gönner Franz Schranz finanziert wurde. Weiß hatte Schranz in dem Siedlinghauser Kreis kennengelernt. Das Werk, in dem sich Weiß als Hindenburg-Bewunderer zu erkennen gab, berief sich unter anderem auf Carl Schmitt und umfasste eine Reihe geringschätziger Bemerkungen über die parlamentarische Demokratie.

## Publikationen (Auswahl)
Das Werk von Konrad Weiß ist, von wenigen Ausnahmen abgesehen, in Buchform nur noch antiquarisch erhältlich. Fast alle jemals in Buchform erschienenen Werke von Konrad Weiß stehen jedoch bei MobileRead als E-Books zur Verfügung (siehe unter Weblinks).
- Tantum dic verbo, Kurt Wolff Verlag, Leipzig 1918
- Zum geschichtlichen Gethsemane. Gesammelte Versuche, Matthias-Grünewald-Verlag, Mainz 1919
- Die cumäische Sibylle, Georg Müller Verlag, München 1921
- Die kleine Schöpfung, Georg Müller Verlag, München 1926 (Neuausgabe München 1990, ISBN 3-920856-01-5) (it. La piccola creazione 2014, ISBN 978-88-96986-21-9)
- Das gegenwärtige Problem der Gotik. Mit Nachgedanken über das bürgerliche Kunstproblem, Benno Filser Verlag, Augsburg 1927
- Die Löwin. Vier Begegnungen, Benno Filser Verlag, Augsburg 1928
- Das Herz des Wortes, Benno Filser Verlag, Augsburg 1929
- Tantalus, Benno Filser Verlag, Augsburg 1929
- Der christliche Epimetheus, Edwin Runge, Berlin 1933
- Die kleine Schöpfung, Insel-Verlag, Leipzig 1937 (Insel-Bücherei 521/1)
- Das Sinnreich der Erde, Insel-Verlag, Leipzig 1939
- Deutschlands Morgenspiegel. Ein Reisebuch in zwei Teilen, Kösel-Verlag, München 1950
- Das kaiserliche Liebesgespräch, Kösel-Verlag, München 1953
- Wanderer in den Zeiten. Süddeutsche Reisebilder, hg. v. Friedhelm Kemp, Kösel-Verlag, München 1958.
- Süddeutsche Reisebilder, München 1989, ISBN 3-920856-02-3
- Die eherne Schlange und andere kleine Prosa, Marbach 1990, ISBN 3-933679-00-1
- Eines Morgens Schnee (Gedichtauswahl), München 2005, ISBN 3-86520-150-4
- Das unstillbare Herz (Gedicht- und Prosaauswahl), Hagen-Berchum 2011, ISBN 978-3-942090-12-4